# 蓋納河

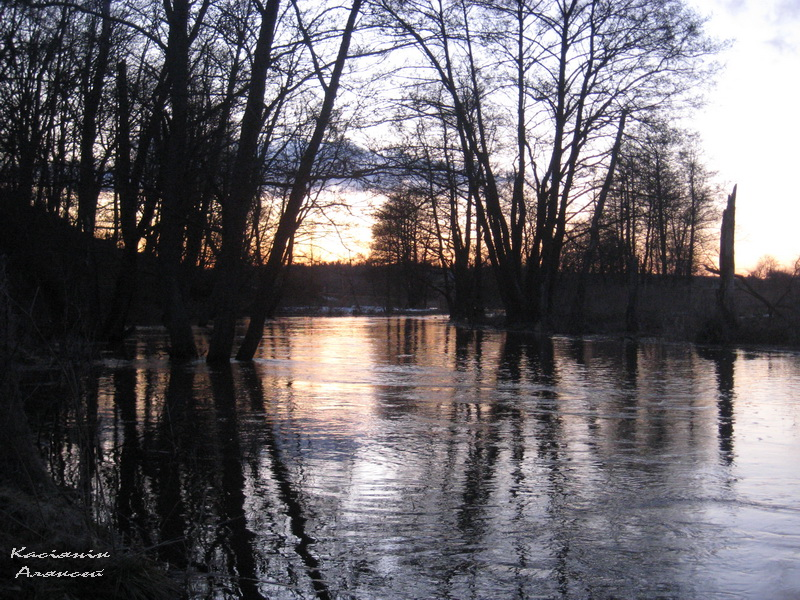
蓋納河

蓋納河（白俄羅斯語：Гайна）是白俄羅斯的河流，由明斯克州負責管轄，屬於別列津納河的右支流，河道全長100公里，流域面積1,670平方公里，流經明斯克高地和上別列津低地，每年十二月至翌年三月結冰。